# Euro Hockey Tour 2019/2020
Euro Hockey Tour 2019/2020 24. edycja turnieju Euro Hockey Tour. 
Rozgrywki rozpoczęły się 7 listopada 2019 turniejem Karjala Cup, a zakończy się 3 maja 2020 turniejem Carlson Hockey Games.

## Turnieje

### Karjala Cup
Mecze turnieju o Puchar Karjala odbyły się od 7 do 10 listopada 2019 roku. Turniej zorganizowano w fińskich Helsinkach, zaś jeden mecz rozegrano w szwedzkim Leksand (spotkanie pomiędzy Czechami i Szwecją).

### Channel One Cup
Mecze turnieju o Puchar Pierwszego Programu odbyły się od 12 do 15 grudnia 2019 roku. Turniej zorganizowano w rosyjskiej Moskwie, zaś jeden mecz rozegrany został w czeskim Pilźnie (spotkanie pomiędzy Finlandią, a Czechami), natomiast spotkanie pomiędzy Rosją i Finlandią rozegrano w Petersburgu.

### Beijer Hockey Games
Mecze turnieju Beijer Hockey Games odbędą się od 6 do 9 lutego 2020 roku. Turniej zorganizowano w Szwecji, natomiast jeden mecz odbędzie się w Helsinkach.

### Carlson Hockey Games
Mecze turnieju Carlson Hockey Games miały być rozegrane od 30 kwietnia do 3 maja 2020 roku w Czechach. Turniej został odwołany wskutek pandemii COVID-19.